# NGC 4401
NGC 4401 (другие обозначения — MCG 6-27-53, ZWG 187.42) — часть галактики NGC 4395 в созвездии Гончие Псы.
Этот объект входит в число перечисленных в оригинальной редакции «Нового общего каталога».